# Raiulun (Lasiolat)
Raiulun is een bestuurslaag in het regentschap Belu van de provincie Oost-Nusa Tenggara, Indonesië. Raiulun telt 679 inwoners (volkstelling 2010).